# Samir Zazou
Pour les articles homonymes, voir Zazou (homonymie).
Samir Zazou, est un footballeur international algérien né le 24 mars 1980 à Sidi Bel Abbès. Il évoluait au poste d'arrière gauche.
Il compte 5 sélections en équipe nationale entre 2003 et 2005.

## Biographie
Samir Zazou connaît sa première sélection en équipe nationale A d'Algérie le 25 janvier 2003 face à l'Ouganda. 
Ce latéral gauche commence sa carrière à l'USM Bel-Abbès, avant d'évoluer au CR Belouizdad, avec qui il est sacré champion d'Algérie en 2001. Il signe à la Jeunesse sportive de Kabylie en juin 2004.

## Palmarès
- Champion d'Algérie en 2001 avec le CR Belouizdad.
- Champion d'Algérie en 2006 avec la JS Kabylie.
- Champion d'Algérie en 2011 avec l'ASO Chlef.
- Vice-champion d'Algérie en 2005 avec la JS Kabylie.
- Finaliste de la coupe d'Algérie en 2003 avec le CR Belouizdad.
- Accession en Ligue 1 en 2007 avec l'USM Annaba.
- Accession en Ligue 2 en 2000 avec l'USM Bel Abbès.

### Avec l'équipe d'Algérie
Le tableau suivant indique les rencontres de l'équipe d'Algérie dans lesquelles Samir Zazou a été sélectionné depuis le 25 janvier 2003 jusqu'à 12 juin 2005.